# Epístola a Flora

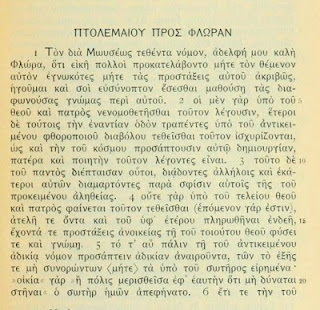
Texto en griego de la "Epístola a Flora" de Ptolomeo de la obra "Ptolemaeus Brief an die Flora" de Adolf von Harnack,1904.

La Epístola a Flora o Carta a Flora es un escrito epistolar del cristianismo primitivo atribuido a Ptolomeo o Tolomeo, destacado discípulo de la escuela occidental o itálica de Valentín en la que es expresada, en forma sencilla e incipiente, una exégesis de la Ley Mosaica del Antiguo Testamento desde la perspectiva gnóstica valentiniana. Redactada en griego, posiblemente hacia el 170 n.e., y conservada en el Panarion de Epifanio de Salamis, es considerada una de las obras más importantes exponentes del pensamiento gnóstico, antes del descubrimiento de los Manuscritos de Nag Hammadi.

## Contenido

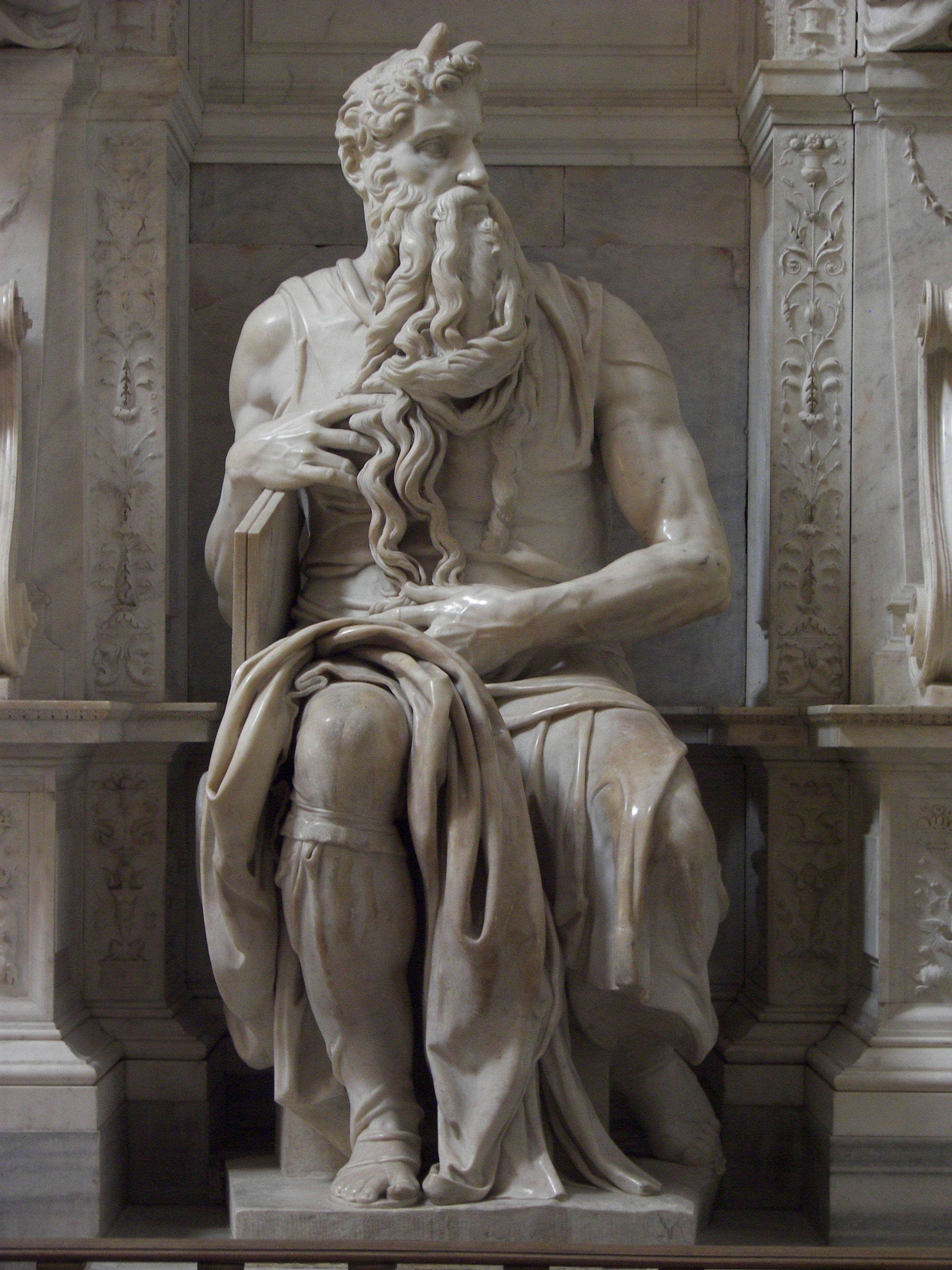
Ptolomeo, en su Epístola a Flora, considera al Decálogo como la parte más elevada de la Ley Mosaica contenida en el Pentateuco

En esta amplia epístola, Ptolomeo realiza una exposición clara y coherente, argumentando la singular comprensión del Antiguo Testamento por parte de la corriente gnóstica valentiniana.
La carta es dirigida a una mujer culta, dama de la aristocracia romana, posiblemente cristiana proto-ortodoxa y a la que se dirige como «hermana Flora».
El maestro gnóstico comienza diciendo que la Ley de Moisés no había sido comprendida hasta entonces, desechando dos posturas extremas que estaban dándose en algunas de las comunidades cristianas de ese tiempo: la que lo atribuye a Dios Padre mismo y la que lo asigna al Adversario, al Diablo.
Prosigue Tolomeo su didáctica exposición, describiendo tres diferentes niveles o sustratos de la Ley que se expresan en los libros del Pentateuco que conforman la Torah:
1. Ley Divina, que proviene del Dios Justo, es decir del Demiurgo o Creador y que la inspiró a Moisés.
2. Legislación o Ley que procede de Moisés mismo y que expidió, para evitar un mal mayor, por causa de la debilidad del pueblo a quien iba destinada la Ley. Ptolomeo pone el ejemplo en su Carta, de que la Ley de Dios originalmente prohibía repudiar a la esposa, pero Moisés lo permitió a causa de la dureza de corazón del pueblo (Marcos 10:5).
3. Ley que proviene de las tradiciones de los ancianos del pueblo.

Estos dos últimos niveles, en especial el último difieren, según Ptolomeo, de la Ley de Dios.
A su vez, en la Ley proveniente del Dios Justo, Ptolomeo distingue tres partes de desigual valor:
1.1 Pura, sin mancha de mal alguno, que habría de ser completada por Jesús Cristo (Mateo 5:17-27) . Esta parte se correspondería principalmente con los Diez Mandamientos, el Decálogo.
1.2 Precisada de rectificación como acontece en la ley del talión y que es anulada por Jesús (Mateo 5:38-39). Ptolomeo aclara que aunque provenía de Dios, era resultado de una adaptación a las circunstancias.
1.3 Figurada o Simbólica, dada a imitación de las realidades espirituales y trascendentes y que comprende los aspectos rituales: las prescripciones relativas a los sacrificios, la circuncisión, el  Shabbath, el ayuno, el cordero pascual, el pan ácimo.
Este planteamiento abre paso a Ptolomeo a la exposición de la existencia y naturaleza de una Jerarquía Divina, diferente de la Divinidad Suprema o Dios Padre y del que sin embargo es su imagen, y al que considera Creador o Demiurgo del Universo y todo lo que en él existe. Por sus atributos lo denomina Dios Justo y Mediador y es de quien, en primera instancia, proviene la Ley Divina que se expresa por medio de Moisés en el Pentateuco.
Concluye Ptolomeo su didaskalia o enseñanza con el compromiso, a la destinataria de su carta, de explicaciones más precisas o profundas provenientes de la tradición apostólica, si es que se muestra y es considerada digna de recibirlas.

## Extractos de la Epístola a Flora
“La Ley dada por Moisés, estimada hermana Flora, no ha sido entendida por muchas personas 

dado que no tienen ni un conocimiento preciso de lo que ordenó, ni tampoco de sus mandamientos. 

“Algunos dicen que fue dada [La Ley] por Dios Padre; otros toman la postura contraria y sostienen que fue establecida por el Adversario, el Diablo, causante de destrucción, a quien también atribuyen la creación del mundo y consideran padre y hacedor del Universo.”

“Sin embargo ambos yerran y, en su mutua refutación, ninguno de ellos ha alcanzado a saber la verdad sobre esta cuestión.”

“Pues  es evidente que la Ley no fue ordenada por el Perfecto Dios Padre, lo cual inferimos del hecho que aquella es imperfecta y necesitada de completitud por otro [Jesús Cristo], y contiene mandamientos ajenos a la naturaleza y pensamiento de Dios [Padre].” 
  
“Y por otro lado, no puede imputarse la Ley a la injusticia del Adversario, pues ella [La Ley] se opone a la injusticia.” 
  
“De lo que ha sido dicho, es evidente que esas personas han perdido la verdad; ambas posturas yerran: 

los primeros porque no conocen al Dios de Justicia; los segundos porque no conocen al Padre de Todo, 

quien fue revelado sólo por Aquél que vino y le conocía [Mt. 11.27].” 

“A nosotros, que hemos sido hallados dignos de la Gnosis [Conocimiento] de uno y otro [del  Padre de Todo y del Dios de Justicia], 

nos queda ahora la tarea de explicaros con toda exactitud lo concerniente a esta Ley; a saber, cuál es su naturaleza y la del legislador que la ha promulgado.” 

“La primera parte debe ser atribuida sólo a Dios y su legislación; 

la segunda a Moisés -no en el sentido de que Dios legislara [en esta parte] por medio de aquél, 
 
sino significando que Moisés señaló algunas prescripciones de su propio parecer- 

y la tercera originada en los ancianos del pueblo quienes, al comienzo, interpolaron ciertos mandamientos  propiamente suyos.” 

“Aduciremos ahora, como prueba de nuestras afirmaciones, las palabras de nuestro Salvador, 

las únicas que pueden guiarnos sin tropiezos a la comprensión de la realidad.” 

“Por tanto es evidente que toda la Ley está dividida en tres partes: 

encontramos en ella la legislación de Moisés, la de los ancianos, y la de Dios mismo. 

Esta división de la Ley, tal como estamos haciendo, ha arrojado luz sobre lo que hay de verdad en ella.” 

“Esta parte, La Ley de Dios mismo, es a su vez dividida en tres partes:  

La legislación pura no entremezclada con mal, propiamente llamada Ley y que el Salvador vino ‘no para abrogar, sino para cumplir’[Mt. 5.17]
 
- pues lo que Él cumplió no le era ajeno, pero precisaba completitud; 

después la legislación entretejida con inferioridad e injusticia, que el Salvador desechó porque era ajena a Su naturaleza y, 

finalmente, la legislación que es alegórica y simbólica, imagen de lo espiritual y trascendente, 

que el Salvador transfirió de lo perceptible y fenomenal a lo espiritual e invisible.” 

“La Ley de Dios pura y sin interpolaciones inferiores es el Decálogo, las diez frases grabadas sobre las dos tablas, 

las cuales señalan qué no debe hacerse y mandan qué debe hacerse. 

Estas contienen la pura, pero imperfecta legislación y precisada de la completitud realizada por el Salvador.” 

“Hay luego una ley mezclada con injusticia, establecida para vindicación y castigo de los que cometen iniquidad, 

que manda arrancar ‘ojo por ojo’ y ‘diente por diente’ y vengar muerte por muerte. 

Pues el que comete injusticia en segundo lugar no por esto es menos injusto que el primero: 

sólo varía el orden, la acción realizada es la misma.»” 

“Ciertamente este era, y todavía es, un mandamiento justo, debido a la debilidad de aquellos a quienes iba dirigida la Ley, 

de modo que no transgredieran la Ley pura. Pero es ajeno a la naturaleza y Bondad del Padre de Todo.” 

“Finalmente está la parte simbólica de la Ley, ordenada a imagen de los asuntos espirituales y trascendentes. 

Es decir la parte referente a las ofrendas y la circuncisión, el Sabbath, los ayunos, la Pascua [Pésaj] y el pan ácimo y otras cuestiones similares.” 

“Puesto que todas estas cosas son imágenes y símbolos, cuando la Verdad se hizo manifiesta adquirieron otro significado. 

En su aspecto fenomenal y en su sentido literal fueron abrogadas, pero en su significado espiritual fueron restauradas; 

los nombres continuaron siendo los mismos pero su contenido fue cambiado [actualizado].” 

“Así de igual manera, la Ley que reconocemos como proveniente de Dios mismo, está dividida en tres partes. 

La primera parte fue completada por el Salvador pues los Mandamientos “No matarás”, “No cometerás adulterio”, “No perjurarás” 
 quedan incluidos en la prohibición de la ira, de la codicia y de jurar. [Mt. 5.21.27.33].” 

“La segunda parte quedó completamente abrogada, pues el mandamiento “ ojo por ojo” y “diente por diente”[Mt. 5.38] 

entretejido con injusticia, quedó abrogado por el Salvador mediante su opuesto. 

El opuesto lo anula [diciendo] : «Pero yo os digo: No resistáis al que es malo; 

antes, a cualquiera que te hiera en la mejilla derecha, vuélvele también la otra» [Mt. 5.39]”. 

“Por último, está la parte [de la Ley que procede de Dios mismo] trasladada y cambiada de su sentido literal 

a su sentido espiritual, simbólica legislación que es imagen de las cosas trascendentes. 

Pues las imágenes y símbolos que representan otras cosas fueron adecuados hasta que la Verdad vino, 

pero cuando la Verdad ha venido, debemos realizar las acciones de la Verdad, no aquellas de la imagen.” 

“Pues si la Ley no fue ordenada por el mismo Dios Perfecto, como os hemos ya enseñado, ni por el Diablo, 

quien ni siquiera debiera ser considerado, entonces el legislador debe ser alguien distinto de estos dos. 

De hecho éste es el Demiurgo [Creador] y Hacedor de este universo y de todo lo que hay en él; 

y porque es esencialmente diferente de aquellos dos y se halla establecido en medio de ellos, 

correctamente se le ha dado el nombre de “Mesotes” [“Mediador”].” 

“Y si el Dios Perfecto es bueno por naturaleza, como lo es en realidad 

-pues nuestro Salvador declaró que uno sólo es el Dios Bueno, su Padre, al quien Él manifestó [Mt. 19.17]-, 

y si el que es de naturaleza contraria es malo y perverso, caracterizado por la injusticia, 

entonces el que se establece en medio de estos dos, que no es ni bueno ni malo ni injusto, 

podría con toda propiedad ser llamado [Dios] Justo, pues es árbitro de su especial justicia.” 

“Este Dios [Justo] es inferior que el Dios Perfecto y por debajo de Su Justicia, 

ya que es generado y no ingenerado - pues sólo hay un Padre ingenerado, «del cual proceden todas las cosas» [1 Co. 8.6], 

y del cual todas las cosas dependen, pero es más grande y poderoso que el Adversario, 

ya que es diferente de ambos en naturaleza y substancia. Pues la substancia del Adversario es corrupción y la obscuridad, 

ya que es material [hílico] y múltiple, mientras que la substancia del inengendrado [Dios] Padre de Todo 

es la Inmortalidad y Luz Autoexistente, simple y homogénea. 

La substancia del Demiurgo emanó un doble poder, considerando que Él es la imagen del mejor- [Dios Padre].” 

“Si Dios lo permite, más tarde recibiréis ilustraciones más precisas sobre su principio y generación, 

cuando hayáis sido juzgada digna de recibir la Tradición de los Apóstoles, 

tradición que nosotros también hemos recibido por vía de sucesión, 

junto con la capacidad de valorar todas las palabras en virtud de las Enseñanzas de nuestro Salvador.” 

“Haciéndoos llegar estas breves exposiciones, Hermana Flora, no me siento fatigado y aunque he abordado el asunto con brevedad, 

también lo he tratado suficientemente, lo que os será de gran beneficio en el futuro si, como justa y buena tierra, 

habéis recibido semillas fértiles y, más adelante, producís fruto  de ellas.” 

Extractos de la Epístola a Flora de Ptolomeo, Panarion 33,3-7

## Consideraciones teológicas
La Epístola a Flora pone de manifiesto la diversidad de comprensiones sobre el  mensaje evangélico y su relación con las fuentes judaicas  veterotestamentarias con el que estaban entroncadas, que estaban dándose en diversas comunidades del cristianismo primitivo en el tiempo en que aquella fue redactada.
Ptolomeo quiere señalar en el comienzo de su carta, la base de su interpretación exegética:«la guía» de «las palabras de» Jesús,«nuestro Salvador» y avala con textos del Nuevo Testamento, su hermenéutica del Antiguo Testamento.
En el inicio de su Epístola, Ptolomeo hace referencia a dos posturas extremas sobre la proveniencia de la Ley Mosaica: La que considera su origen en el mismo Dios Padre que correspondía a la corriente proto-ortodoxa eclesiástica cristiana, a los  ebionitas y a la mayoría de los  judíos y la que lo asigna al Adversario, al Diablo, posición mantenida por algunas corrientes del gnosticismo como los  marcionitas, que contemplaban a la Divinidad que se manifiesta en los escritos del Antiguo Testamento como un ser de naturaleza malvada o negativa.
Para Ptolomeo, el dador de la Ley veterotestamentaria no es el Dios Padre o Padre Bueno de Jesús, ni el Adversario, sino una Jerarquía Divina, un Ángel Creador o Demiurgo y de quien depende la Justicia, por ello también se refiere a él como Dios Justo. Este, no siendo el Padre Perfecto es, sin embargo, su imagen.
Considera que a la Ley de Dios fueron adicionadas algunas prescripciones del propio Moisés y también otras de los ancianos del pueblo.
Los tres órdenes que a su vez distingue Ptolomeo en La Ley de Dios original - La Ley Pura, la Ley precisada de rectificación y la legislación simbólica o figurada -, habrían de ser, respectivamente, perfeccionados, abrogados y llevados a la plenitud por Jesús.
Este triple aspecto de la Ley de Dios original permitir entrever la concepción antropológica valentiniana de la diversa naturaleza hílica, psíquica y pneumática de los seres humanos: cuerpo (hyle o hile), alma (psyché o psiquis) y espíritu (pneuma). Sin embargo, aunque todos los seres humanos exteriormente sean semejantes en cuanto a su corporeidad física, no todos presentan interiormente la misma completitud espiritual, pues algunos no disponen del principio psíquico, del alma - los hílicos -, otros sí son animados, con ánima o alma - los psíquicos- y otros - los pneumáticos- además del cuerpo y del alma, albergan el pneuma o espíritu.
En este marco, Jesús vendría a abrogar el aspecto hílico de la ley - la Ley precisada de rectificación - ; admite, perfeccionándolo, su aspecto psíquico - el Decálogo - y revela el sentido pneumático o espiritual de la misma - el aspecto figurado o simbólico de la Ley -.
A diferencia de otras corrientes del gnosticismo, la perspectiva gnóstica valentiniana conlleva una visión diferente no solo del Dios Justo o Demiurgo sino de la creación misma que de él surge pues ésta, en última instancia, es una parte necesaria del proceso de Redención. El mundo fue creado para proporcionar a la substancia espiritual, como si de una semilla se tratase, un lugar donde poder germinar y crecer y, llegado el caso, dar su fruto perfecto, recibiendo al Logos, la Palabra Perfecta, el Cristo. En ese sentido la acción del Dios Justo o Demiurgo del Antiguo Testamento que inspiró al Profeta Moisés, es una mediación espiritual libertadora como se expresa, alegóricamente, con la liberación del pueblo de Israel del cautiverio de Egipto.
La Epístola a Flora muestra por otro lado, que los maestros valentinianos adaptaban sus enseñanzas de acuerdo al nivel de sus estudiantes: diferenciaban la instrucción dirigida a principiantes de la enseñanza más avanzada.

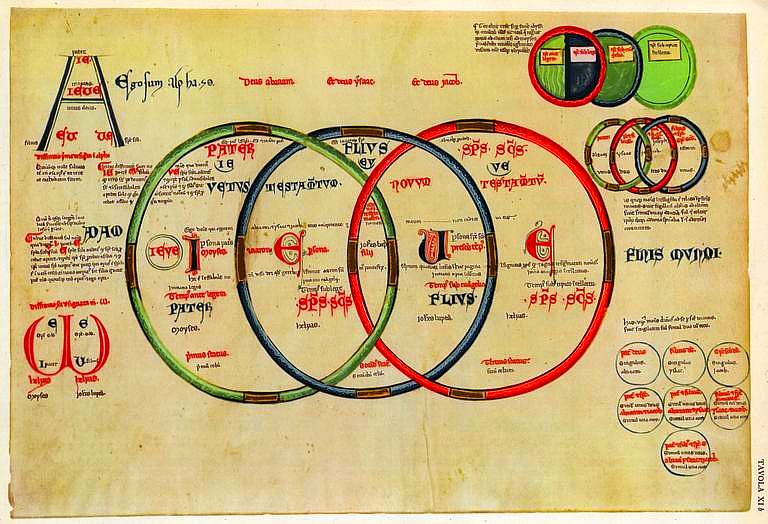
Liber Figurarum de Joaquin de Fiore. Como expresión de la doctrina valentiniana, la exégesis del Antiguo Testamento de Ptolomeo en su Epístola, muestra similitud con algunas de las enseñanzas del Abad Joaquin de Fiore.

## Influencia y legado
La Carta a Flora, junto con otros textos de la gnosis valentiniana, constituyen la primera expresión de una teología cristiana sistemáticamente expuesta, y así mismo, una de las primeras exposiciones hermenéuticas conocidas sobre los textos del Antiguo Testamento desde la perspectiva cristiana.
Es en esta Epístola de Ptolomeo que fue utilizado por primera vez el término griego Pentateuco para referirse a los cinco primeros Libros del Antiguo Testamento.
Se ha señalado la gran similitud de algunos conceptos y doctrinas valentinianas, tales como la exégesis que realiza Ptolomeo sobre la significación de la parte simbólica de la Ley Divina, con las enseñanzas del Abad Joaquín de Fiore, s. XII, en las que predecía, en la Era del Espíritu Santo anunciada por él, que no habría nueva literatura -evangélica- sino que se conocería a fondo la ya existente y que toda ella estaría en el corazón del creyente, así como la supresión de «signos y figuras» es decir, de «ritos y sacramentos».